# Sergio Cossu
Sergio Cossu (Milano, 22 agosto 1960) è un pianista, compositore, polistrumentista, editore e produttore discografico italiano.

## Biografia
Dopo avere partecipato attivamente negli anni '70 alla nascita delle radio libere come disc jockey di Radio Padova dal 1975 al 1977, lavora nella pubblicità come copy e autore di jingles (Bata) e suona in vari piano-bar e gruppi rock del nordest.
Nel 1980 parte per Londra, dove rimane un anno, vivendo da vicino la stagione della new wave.

Al ritorno in Italia entra in contatto con il produttore Roberto Colombo e con lui partecipa a registrazioni di Enzo Jannacci, Edoardo Bennato, Miguel Bosé e altri.
È stato uno dei pionieri in Italia nell'uso del MIDI, del computer e dell'elettronica nella musica pop italiana all'inizio degli anni '80.

Nel 1984 scrive per l'album Bandido di Miguel Bosè due grandi successi internazionali: "Sevilla" e "Amante bandido", con testi in spagnolo dello stesso Bosè e in inglese di Peter Hammill.
"Sevilla" è stata anche interpretata nel 1998 da Miguel Bosé in duetto con Montserrat Caballé. 

Sevilla e Amante Bandido saranno ripresi da Bosé nel 2007 nell'album Papito.

Nel 1984 entra a fare parte dei Matia Bazar; rimarrà fino al 1999 come tastierista, autore e produttore.

Con i Matia partecipa a quattro Festival di Sanremo: nel 1985 con Souvenir (Premio della critica), nel 1988 con La prima stella della sera, nel 1992 con Piccoli giganti e nel 1993 con ''Dedicato a te''. Degli ultimi due album pubblicati con la band (Radiomatia e Benvenuti a Sausalito) è stato anche produttore.

Altri brani firmati da Sergio Cossu per i Matia Bazar (con testi di Aldo Stellita): Ti sento (primo in classifica nel 1986 in Italia, Francia, Olanda e Germania), Noi, Stringimi, Quando non ci sei.

Nel 2003 ha fondato l'etichetta discografica Blue Serge specializzata in jazz, musica classica del '900 e Neoclassica.
Ha suonato, in studio o live, con Paolo Fresu, Marco Tamburini, Rossana Casale, Enzo Jannacci, Ricky Gianco, Maurizio Camardi, Roberto Colombo, Gualtiero Bertelli, Grazia Di Michele, Lucio Fabbri, Ares Tavolazzi, Furio Di Castri, Miguel Bosé, Alberto Radius, Bernardo Lanzetti e con gli attori Patrizio Roversi e Roberto Citran e lo scrittore Massimo Carlotto.
Ha scritto musica per pubblicità audio/video, per la radio, la televisione, il teatro e per vari documentari.
Ha tenuto lezioni, incontri, corsi e seminari nei Conservatori di Trieste e Rovigo, al DAMS di Padova e in varie scuole di musica sull'argomento "popular music" e sulla storia e la struttura della canzone.
Nel settembre del 2019 ha pubblicato il suo primo disco per pianoforte intitolato Falsopiano, contenente dodici sue composizioni. Negli anni seguenti ha pubblicato, sempre in piano solo, Aprile (2020) Esitazioni (2021) e Musica dalla finestra (2022).
Nel 2020 nasce il suo canale YouTube dove sono presenti registrazioni e video restaurati dei Matia Bazar 1984-1998 e molte composizioni (anche inedite) per pianoforte solo e/o elettronica.
Nel 2021 ha fondato, con Danilo Gallo (contrabbasso) e Mauro Beggio (batteria), il piano trio denominato Triello, in omaggio alla scena dello stallo messicano nel film di Sergio Leone ''Il buono, il brutto, il cattivo''. Nel marzo del 2023 esce il loro primo CD intitolato "Café del Duende". Il Triello ha suonato al Trieste Love Jazz Festival, al Padova Jazz festival e alla Casa del Jazz di Roma.
Nel 2024 ha fondato l'ensemble "Spiritus" con Maurizio Camardi e Mauro Palmas, col quale si è esibito al Time in Jazz e al Viticulture di Arquà Petrarca 2024.

## Discografia

### Album in studio

#### Con i Matia Bazar
- 1985 – Melanchólia
- 1987 – Melò
- 1988 – Matia Bazar
- 1989 – Red Corner
- 1991 – Anime pigre
- 1993 – Dove le canzoni si avverano
- 1995 – Radiomatia
- 1997 – Benvenuti a Sausalito

## Collaborazioni e partecipazioni
- Enzo Jannacci: Synth e autore in "Obbligatorio" (1983: Discogreve)
- Miguel Bosé: Synth, cori e autore in "Sevilla" "Amante Bandido" "South of the Sahara" (1984: Bandido)
- Sergio Cossu & Paolo Fresu: Le cose che pensano (1990: Ci ritorni in mente)
- Ricky Gianco: Hammond e produzione in "Buddha Grass" (2005: La Battaglia di Canne)
- Banda di Via Anelli: Oltre il Muro (Blue Serge 2013)
- Davide Matrisciano:  synth in “Superclassifica Show” (2024: Libidal)

## Dischi per Pianoforte solo e in trio
- Sergio Cossu: Falsopiano (2019)
- Sergio Cossu: Aprile (2020)
- Sergio Cossu: Esitazioni (2021)
- Sergio Cossu: Musica dalla finestra (2022)
- Sergio Cossu & Triello: Café del Duende (2023) con Danilo Gallo (cb) Mauro Beggio (drums)

## Come Recording Engineer
- Ermanno Signorelli Da Capo (Blue Serge 2011)
- Matia Bazar: Con il nastro rosa compilation Innocenti Evasioni (WEA 1993)

## Produzioni
- Matia Bazar: Con il nastro rosa compilation Innocenti Evasioni (WEA 1993)
- Matia Bazar: Radiomatia (Polydor 1995)
- Unarazza: Unarazza (Warner 1996)
- Summertime: Joy (EMI 1996)
- Matia Bazar: Benvenuti a Sausalito (Polydor 1997)
- Museo Rosenbach: Exit (2000)
- Ermanno Signorelli: Aqua con Furio Di Castri, Sergio Cossu (Blue Serge 2003)
- Azul: Smoke on the Water (Blue Serge 2003)
- Lovejoy Orchestra: Silent Night (Blue Serge 2003) con Vittorio Matteucci, Glen White, Enrico Negro
- Jacopo Jacopetti: Jaycops (Blue Serge 2004) con David Boato, Sandro Gibellini, Franco Testa, Stefano Bagnoli, Fausto Beccalossi
- Ermanno Signorelli: Figlio della Primavera (Blue Serge 2004) con Ares Tavolazzi, Sergio Cossu
- Ermanno Signorelli & Sergio Cossu: La memoria dell'acqua (2005) Cd allegato alla rivista Experience
- Jacopo Jacopetti & Giko Pavan: Plenilunio (2005) Cd allegato alla rivista Experience
- Sandro Gibellini: Trufò (Blue Serge 2006)
- Pietro Tonolo: Lennie's Pennies (Blue Serge 2006)
- Manomanouche: Sintology (Blue Serge 2006)
- AA.VV.: Angeli sul ghiaccio (musical per Gardaland, 2006)
- DMA: Urban Vox con Marco Castelli (Blue Serge 2006)
- Ermanno Signorelli, Ares Tavolazzi, Lele Barbieri: 3 (Blue Serge 2007)
- Jacopo Jacopetti: Papìto (Blue Serge 2007)
- Marco Castelli 4tet: Patois (Blue Serge 2007)
- Maurizio Camardi & Mauro Palmas con Patrizia Laquidara, Elena Ledda: Cristiani di Allah (Blue Serge 2008) Cd allegato all'omonimo romanzo di Massimo Carlotto (Edizioni e/o)
- Paul Klee 4tet: Philip Glass quartets I-II-III-IV-V (Blue Serge 2008)
- Alessia Toffanin & Alessandro Fagiuoli: Finnegans (Blue Serge 2008) Cd allegato alla rivista Finnegans
- Piero Salvatori: Images (Blue Serge 2009) con Paolo Fresu, Sergio Cossu
- Manomanouche & Trio Debussy: Complicity (Blue Serge 2009) (copertina disegnata da Paolo Conte)
- MaMa (Ettore Martin & Alberto Marsico) ft. Gianni Cazzola: Blue Shuffle (Blue Serge 2009)
- Claudio Fasoli: Venice inside (Blue Serge 2009)
- Jean-Pierre Armengaud, Jan Creutz, Paul Klee 4tet: Milhaud, Messiaen: la Creation, la Fin (Blue Serge 2009)
- Maurizio Camardi: Energie positive (Blue Serge 2009) (con Paul Klee 4tet)
- Marco Strano: Jazz & Strings (Blue Serge 2009)
- Jacopo Jacopetti: Voices (Blue Serge 2009) (con Antonella Ruggiero, Barbara Casini, Silvia Donati, Alan Farrington)
- Dario Congedo & nadan: nadan (Blue Serge 2009)
- Lelio Luttazzi: Live in Trieste (Blue Serge 2009)
- Ugo Amendola: Works 1939/1987 (Blue Serge 2009)
- Maurizio Camardi & Mauro Palmas: Mare chiuso (Blue Serge 2010)
- Angelo Comisso: Sturm und Drang (Blue Serge 2010)
- Lusi/Masciari 4tet: Rune (Blue Serge 2010)
- Marcella Carboni: Trame (Blue Serge 2010)
- Franco Cerri: Bossa with Strings (Blue Serge 2010)
- Ettore Martin: Diecistorie (Blue Serge 2010)
- Roberto Cipelli: Stilita (Blue Serge 2010)
- Manomanouche: Live in Pechino (Blue Serge 2010)
- Claudio Fasoli: Reflections (Blue Serge 2010)
- Lelio Luttazzi: Il cinema di Lelio Luttazzi (Blue Serge 2011) (Premio Speciale MEI Colonna sonora dell'anno, contiene l'inedito "Chi siete" cantato da Mina), copertina disegnata da Ugo Nespolo
- Mudras: Skywalkin' (Blue Serge 2011)
- Trabucco bros: Open/Close (Blue Serge 2011)
- Elisabetta Antonini & Marcella Carboni: Nuance (Blue Serge 2011)
- Maurizio Camardi: Radiomondo (Blue Serge 2011) con Patrizio Fariselli, Danilo Gallo, Fausto Beccalossi, UT Gandhi
- Ermanno Signorelli: Da capo (Blue Serge 2011)
- Silvia Donati & Sandro Gibellini: Continuando (Blue Serge 2012)
- Alessandra Franco con Glauco Venier: Gunam (Blue Serge 2012)
- AlfaOmega (Emanuele Grafitti & Daniele Raimondi): Travellin' (Blue Serge 2012)
- Angelo Comisso con Markus Stockhausen, Christian Thomé, Coro femminile Làtomàs: Stabat Mater (Blue Serge 2012)
- Andrea Casta: Room 80 (Azul 2012)
- Alessandro Tedesco: Harmozein (Blue Serge 2013)
- Trio Debussy: Mastepieces vol. 1 (Blue Serge 2013)
- Maurizio Camardi: Universi Diversi (Blue Serge 2013) (con Antonella Ruggiero, Federico Malaman, Ernesttico, Francesco Signorini, Riccardo Bertuzzi, Davide Devito)
- Barbara Raimondi: Singin' Ornette!!! (Blue Serge 2013) (con Mauro Negri, Furio Di Castri, Enzo Zirilli)
- Titti Castrini: La ballata degli amici sparsi (Blue Serge 2013) (con Mauro Ottolini, Achille Succi, Enrico Terragnoli, Simone Guidacci, Paolo Mappa, Cristiano Calcagnile)
- Francesco Cipollone 4tet: Now Or Never (Blue Serge 2013) (con Massimo Moriconi, Danilo Riccardi, Walter Ricci)
- Laura Copiello: Nina (Blue Serge 2013)
- Giulia Barba: The Angry St. Bernard (Blue Serge 2013)
- Banda di Via Anelli: Oltre il Muro (Blue Serge 2013)
- Mudras: Loading (Blue Serge 2014)
- Walter Bravi, Sergio Cossu, Pino Tota: La musica, la voce, le parole (Azul, 2016)
- Maurizio Camardi: Cacciatori di Sogni (Blue Serge 2016) (con Robert Wyatt, Antonella Ruggiero, Ricky Gianco, Gualtiero Bertelli, Patrizia Laquidara, Elena Ledda, Vittorio Matteucci)
- Manomanouche: Inside (Blue Serge 2017)
- Scan the Skin: Never Too Soon To Be Late (Blue Serge 2017) (con Kathya West, Danilo Gallo, Valerio Scrignoli, Enrico Terragnoli, Nelide Bandello)
- Vittorio Matteucci & Paul Klee 4tet: Lettere a Giulietta (Blue Serge 2018) Versione italiana di "The Juliet Letters" di Elvis Costello e Brodsky Quartet
- Maurizio Camardi & Clacson Small Orchestra: Hangar (Blue Serge 2019)
- Maurizio Camardi & Francesco Garolfi: Trouble (dalla colonna sonora della serie TV "L'alligatore" tratta dai romanzi di Massimo Carlotto)
- Filippo Visentin: Promenade (Tra Romanticismo e Impressionismo) (Blue Serge 2022)
- Massimo Carrieri: In a Baroque Mood (Blue Serge 2023)
- Triello: Café del Duende (Blue Serge 2023)
- Maurizio Camardi & Francesco Ganassin: Il respiro di Giotto (Caligola records 2024)
- Sergio Cossu & Fausto Beccalossi: Fausto e Serse (Blue Serge 2025)